# Gaza
 Denne artikel omhandler Gaza By. For territoriet, se Gazastriben. For andre betydninger af Gaza, se Gaza (flertydig). (Se også artikler, som begynder med Gaza)
Gaza er den største by i det palæstinensiske selvstyreområde Gazastriben. Byen har cirka 410.000 indbyggere i den indre by og ca. 1,4 mio. indbyggere i oplandet. Den omtales ofte som Gaza By for ikke at forveksle den med Gazastriben.

## Historie
Gaza By er en af verdens ældste bebyggede områder. Bybilledet er formet af byens strategiske placering ved en af middelalderens vigtigste handelsruter. I oldtiden var Gaza således et fremtrædende handelscenter for karavaner mellem Ægypten og Syrien. Byen har haft fast bebyggelse siden 3000 f.Kr.
Islamisk styre
Gaza blev i 637 e.Kr. erobret af den muslimske hærfører Amr ibn al-As. Byen var vigtig for muslimerne, da det menes, at byen er stedet, hvor profeten Muhammeds bedstefar, Hashem, ligger begravet. Byen blev dermed et vigtigt islamisk center i Palæstina.
I 1149 e.Kr. blev byen erobret af Baldwin d. III af Jerusalem, og kontrollen med byen blev overgivet til Tempelridderordenen. I 1170 e.Kr. blev byen forsøgt tilbageerobret af Ayyubide-dynastiet under ledelse af Saladin, men erobringen mislykkedes i første omgang. Efter Saladins erobring af Ashkelon lykkedes det dog at bringe Gaza tilbage på muslimske hænder.
De kristne korsfarere generobrede i 1191 e.Kr. området under ledelse af Richard d. 1. af England – også kendt som Richard Løvehjerte.
20. århundrede
Efter Første Verdenskrig blev landområderne omkring Gaza erobret af Storbritannien, der dermed fik kontrol over det, der nu er kendt som Israel, Vestbredden, Gazastriben og Jordan .
Efter Den arabisk-israelske krig i 1948 blev Gaza By og de omkringliggende områder besat af Egypten, hvorefter befolkningstallet i byen steg dramatisk med alle de arabiske flygtninge, der strømmede til byen fra de nærliggende landområder.
I 1967 under Seksdageskrigen besatte Israel Gazastriben og Gaza By. I 2005 trak Israel sine styrker ud af Gaza og fjernede 8.500 israelske bosættere, men opretholder kontrol med Gazastribens luftrum og al adgang ad søvejen . Gazastriben anses af FN stadig for at være besat område, dels pga. den israelske kontrol og blokade af området, men også fordi Gazastriben er en del af de samlede besatte områder, der også omfatter Østjerusalem og Vestbredden.
21. århundrede
Siden 2009 har Israel indledt flere landoffensiver i Gaza, senest Israel-Hamaskrigen 2023.

## Borgmestre
- Majed Abu-Ramadan (2005-2008)
- Nasri Khayal (2001-2005)
- Aown Shawa (1994-2001)
- Hamza Al-Turkmani (1982)
- Rashad Al-Shawa (1972)
- Ragheb Al-Alami (1965)
- Muneer Al-Rayyes (1955)
- Omar Suwan (1952)
- Rushdi Al-Shawa (1939)
- Fahmi Al-Hussaini (1928)
- Saeed Al-Shawa (1906-1916)